# 外苑タクシー
外苑タクシー（がいえんタクシー）は、かつて東京都渋谷区を拠点にタクシー事業を行っていた会社である。東京地区においては中堅の営業規模であったが、2007年（平成19年）に廃業した。
創業は1951年（昭和26年）11月であり、東京・千駄ヶ谷の明治通り付近に本社と車庫を構えていた。特定のタクシー協同組合などには加盟しない独立系の老舗タクシー会社として知られ、最盛期には100台ほどの車両を有していた。資本金は2,100万円で、2007年3月期の売上高は約7億円であった。しかしながら、2007年（平成19年）12月になると国土交通省関東運輸局にタクシー業の廃止届けを提出、タクシー事業から撤退した。
会社はタクシー事業以外にも中野区弥生町でゴルフ練習場「西新宿ゴルフセンター」を経営していたほか、関連会社を通じ渋谷センター街にファッションビルを所有するなどしていた。
タクシー事業から撤退した翌年の2008年（平成20年）、外苑タクシーと同社の実質的な経営者であった同社専務の男性は、法人税法違反の容疑で東京国税局から東京地方検察庁に告発された。内容は2006年3月期までの3年間に土地の売却益など約7億円の所得を隠匿して約2億円を脱税したというもので、2004年から2005年にかけて港区と品川区でビルを購入・転売した際にもダミー会社を介して実際よりも高い価格で購入したように偽るなどして不動産所得で得た利益を圧縮していたという。同年8月、告発された同社の元専務（55歳）と法人としての外苑タクシーは、法人税法違反罪で東京地検特捜部により起訴されている。

## 廃業前の所在地
東京都渋谷区千駄ヶ谷3丁目33-3